# 沙浦站 (咸鏡南道)
沙浦站（韓語：사포역）是朝鮮民主主義人民共和國咸鏡南道咸兴市兴南区域的一個鐵路車站，属于西湖线。

## 邻近车站
西湖线
西咸興站 - 沙浦站 - 上水站